# Лемке Лев Ісаакович
Лев Ісаакович Лемке (25 серпня 1931 — 4 серпня 1996, Санкт-Петербург) — радянський і російський актор театру та кіно, Заслужений артист Росії.

## Біографія
Лев Лемке народився 25 серпня 1931 року. У 1959 році закінчив Театральне училище у Дніпропетровську. Працював у Московському Новому театрі мініатюр. У 1962 році переїхав до Ленінграду (нині Санкт-Петербург), де став провідним актором театру комедії. Лев Лемке відомий своїми сценічними роботами, крім цього він виступав на поетичних вечорах, брав участь у гастролях, ставив п'єси. 
Лев Лемке помер 4 серпня 1996 року в Санкт-Петербурзі.

## Фільмографія
- 1963 — Кріпосна акторка, Франсуа, балетмейстер й диригент
- 1964 — Поїзд милосердя, інтендант санітарного поїзду
- 1965 — Город мастеров, герцог де Малікорн
- 1965 — Страх и отчаяние в Третьей Империи
- 1966 — Два билета на дневной сеанс, асистент Блінова
- 1966 — Сегодня новый аттракцион, кореспондент «Вечірнього Ленінграду»
- 1968 — Стара, стара казка, Тонкий
- 1970 — Карнавал, Геніальный сищик
- 1970 — Обратной дороги нет, Соломон Берковіч
- 1971 — Красный дипломат. Страницы жизни Леонида Красина
- 1971 — Жартуєте?
- 1972 — Двенадцать месяцев, східний посол
- 1972 — Последние дни Помпеи, Семен Семенович Казак
- 1973 — Новые приключения Дони и Микки, жулик Професор
- 1973 — Зламана підкова, Номер Дев'ять, фіскал
- 1974 — Агония, журналіст Натансон
- 1974 — Блокада (фильм первый), Зальцман, директор заводу Кірова
- 1974 — Царевич Проша, найманий вбивця герцога Дердідаса
- 1975 — Полковник в отставке, вчитель, батько Анатолія
- 1976 — Марк Твен против, Джо Гудмен, редактор газети «Ентерпрайз» у Вірджинії
- 1977 — Вторая попытка Виктора Крохина, Ігор Васильович, сусід Крохіних по комуналці
- 1977 — Золотая мина, Ілля Дроздовський, власник колишньої дачі Брунових
- 1978 — Захудалое королевство
- 1979 — Трое в лодке, не считая собаки, старигань із слуховим ріжком
- 1980 — Жизнь и приключения четырёх друзей (голоси тварин)
- 1980 — Ленінградці, діти мої...
- 1981 — Опасный возраст, лікар-отоларинголог
- 1984 — Аплодисменти, аплодисменти..., помічник режисера
- 1984 — Жінка і четверо її чоловіків
- 1984 — По щучьему велению (озвучування)
- 1985 — В. Давидов і Голіаф, лікар здоровпункту
- 1985 — Подвиг Одессы, дядько Ілля
- 1986 — Красная стрела, постачальник заводу
- 1986 — Лівша, міністр Кісельвродє
- 1986 — Михайло Ломоносов (фильм третий: «Во славу Отечества»), інспектор гімназії
- 1988 — Эсперанса, Л. Д. Троцький
- 1990 — Анекдоты, «Сталин» (пацієнт психіатричної клініки)
- 1990 — Блукаючі зірки, Шолом-Меєр Муравчик
- 1990 — Враг народа Бухарин, Л. Д. Троцкий
- 1991 — Гений, професор Натансон, спеціаліст по радіо- та відеоапаратурі
- 1991 — Джокер, Лейб зі Старого ринка, фотограф
- 1991 — Рогоносец, лікар-психіатр
- 1991 — Скандальна подія
- 1993 — Кодекс молчания-2: След чёрной рыбы
- 19?? — Призраки. Импровизации на тему…

## Театральні ролі Л.І. Лемке

### УЛенінградському Театрі комедії
- 19?? г. ― ? - “Привиди. Імпровізації на тему…”, Б. Брехт, реж.: Валерій Саруханов

- 1959 ― Толкачев ― “Трагік мимоволі”, А.П. Чехов, реж.: Микола Акімов

- 1966 ― Расплюєв ― “Весілля Кречинського”, А.В. Сухово-Кобилін, реж.: Микола Акімов

- 1970 ― Фома Опіскін ― “Село Степанчиково і його мешканці”, Ф.М. Достоєвський, реж.: Вадим Голіков

- 1971(1974?) г. - Віолончель ― “Концерт для...”, М. Жванецький, реж. Михайло Левітін

- 1972 ― Прем'єр-міністр Протей ― “Візок з яблуками”, Б. Шоу, реж.: Вадим Голіков

- 1980 (1981?) ― Лалаєв ― “Незнайомець”, Л.Г. Зорін, реж.: Роман Віктюк

- 1980 (1983?) ― ? ― “Льстец”, К. Гольдоні, реж.: Роман Віктюк

- 1992 ― ? ― “Ромул Великий”, Ф. Дюрренматт, реж.: Лев Стукалов

### В інших театрах
- 19?? — ? ― «МеНееСи», С. Злотніков, реж.: ? Театр естради

- 199? — ? ― «Едипів комплекс», реж.: ? Театр “Мімігранти”

- 1990 — Сталін ― «Мастер-класс», Д. Поунелл, реж.: В'ячеслав Гвоздков Театр імені Ленінського комсомола, Ленінград

- 1994 — Мендель Маранц ― «Єврейське щастя», реж.: Лев Лемке Музично-драматичний єврейський театр "Симха"

- 1996 — озвучування (?) ― «Пісня про Волгу», Резо Габріадзе, реж.: Резо Габріадзе Державний Театр сатири на Василівському острові

- 1996 — Янкелевич ― «Люксембурзький сад», А. и Л. Шаргородські, реж.: Лев Лемке Театр “Притулок комедіанта”

## Режисерські роботи Л. І. Лемке

### УЛенінградському Театрі комедії
- 1963(?) — «Розповіді дорослим про дітей» (по книзі «Деніскіни оповідання» В. Драгунського); разом з В. Карповою

- 1974 — «Строкаті оповідання», А. П. Чехов, реж.: Н. П. Акімов, відновлення Л.I. Лемке

- 1978 — «Хід конем», Б. Рацер и В. Константинов

- 1982 — «Акселерати», С. Ласкін

- 1982 — «Краса зради», В. Красногоров

- 1984 (1989?) — «Казки Андерсена», Г.-Х. Андерсен (також «Чарівні казки Оле-Лукоє», «Казки»)

### В інших театрах
- 1992 — «Полоумич», С. Б. Ласкін Театр “Балтийський дім”

- 1996 — «Люксембурзький сад», А. і Л. Шаргородські Театр “Притулок комедіанта”

- 1994 — мюзикл «Єврейське щастя» Музично-драматичний єврейський театр “Симха”